# Olympique Lyonnais 2015-2016 (femminile)
Questa voce raccoglie le informazioni riguardanti la squadra femminile dell'Olympique Lione nelle competizioni ufficiali della stagione 2015-2016.

## Stagione
La stagione 2015-2016 della squadra femminile dell'Olympique Lione è partita con le partenze di Élise Bussaglia e Lara Dickenmann verso il Wolfsburg. Dal Turbine Potsdam arrivò l'attaccante Pauline Bremer e dal Guingamp la giovane promessa del calcio francese Griedge Mbock Bathy.
In campionato l'Olympique Lione ha vinto il suo quattordicesimo titolo, il decimo consecutivo. Il campionato è stato concluso con 82 punti, frutto di 19 vittorie, 3 pareggi e nessuna sconfitta. La squadra è arrivata in finale di Coppa di Francia, superando il Montpellier per 2-1 e vincendo la sua ottava coppa nazionale.
Il 26 maggio 2016 l'Olympique Lione ha vinto la UEFA Women's Champions League per la terza volta nella sua storia, battendo in finale le tedesche del Wolfsburg dopo i tiri di rigore, essendo i tempi regolamentari e supplementari finiti sull'1-1. Il cammino in coppa è stato contrassegnato da 7 vittorie e un solo pareggio nella gara di ritorno dei quarti di finale, e dalla vittoria schiacciante per 7-0 sulle connazionali del Paris Saint-Germain nella gara di andata delle semifinali.

## Divise e sponsor
Le tenute di gioco sono le stesse dell'Olympique Lione maschile.
| Casa | Trasferta | Terza divisa |

## Organigramma societario
Area tecnica
- Allenatore: Gérard Prêcheur
- Vice allenatore: Yoann Vivier
- Preparatore dei portieri: Yoann Vivier
- Preparatore atletico: Toru Ota
- Medico sociale: Yann Fournier
- Fisioterapista: Yannick Millet, Guillaume Morel

## Rosa
| N. |                      | Ruolo | Calciatrice        |
| -- | -------------------- | ----- | ------------------ |
| 1  | Francia (bandiera)   | P     | Cindy Perrault     |
| 2  | Francia (bandiera)   | D     | Estelle Cascarino  |
| 3  | Francia (bandiera)   | D     | Wendie Renard (c)  |
| 4  | Danimarca (bandiera) | D     | Line Røddik Hansen |
| 5  | Giappone (bandiera)  | D     | Saki Kumagai       |
| 6  | Francia (bandiera)   | C     | Amandine Henry     |
| 7  | Francia (bandiera)   | D     | Amel Majri         |
| 8  | Svezia (bandiera)    | A     | Lotta Schelin      |
| 9  | Francia (bandiera)   | A     | Eugénie Le Sommer  |
| 10 | Francia (bandiera)   | C     | Louisa Nécib       |
| 11 | Francia (bandiera)   | C     | Lucie Pingeon      |
| 12 | Francia (bandiera)   | A     | Élodie Thomis      |
| 14 | Norvegia (bandiera)  | A     | Ada Hegerberg      |
| 15 | Francia (bandiera)   | C     | Aurélie Kaci       |
| 16 | Francia (bandiera)   | P     | Sarah Bouhaddi     |

| N. |                     | Ruolo | Calciatrice         |
| -- | ------------------- | ----- | ------------------- |
| 17 | Francia (bandiera)  | D     | Corine Petit        |
| 18 | Francia (bandiera)  | C     | Claire Lavogez      |
| 19 | Francia (bandiera)  | C     | Ève Périsset        |
| 20 | Francia (bandiera)  | A     | Delphine Cascarino  |
| 22 | Germania (bandiera) | A     | Pauline Bremer      |
| 23 | Francia (bandiera)  | C     | Camille Abily       |
| 24 | Francia (bandiera)  | A     | Mylaine Tarrieu     |
| 26 | Francia (bandiera)  | C     | Maëlle Garbino      |
| 28 | Francia (bandiera)  | D     | Julie Piga          |
| 29 | Francia (bandiera)  | D     | Griedge Mbock Bathy |
| 30 | Francia (bandiera)  | P     | Méline Gérard       |
| 34 | Francia (bandiera)  | A     | Inès Boutaleb       |
| 37 | Francia (bandiera)  | C     | Yasmine Badache     |
| 40 | Cina (bandiera)     | P     | Fei Wang            |

## Calciomercato

### Sessione estiva
| Acquisti | Acquisti            | Acquisti            | Acquisti   |
| R.       | Nome                | da                  | Modalità   |
| -------- | ------------------- | ------------------- | ---------- |
| P        | Fei Wang            | Turbine Potsdam     | definitivo |
| D        | Griedge Mbock Bathy | Guingamp            | definitivo |
| C        | Claire Lavogez      | Montpellier         | definitivo |
| C        | Aurélie Kaci        | Paris Saint-Germain | definitivo |
| A        | Pauline Bremer      | Turbine Potsdam     | definitivo |

| Cessioni | Cessioni        | Cessioni  | Cessioni   |
| R.       | Nome            | a         | Modalità   |
| -------- | --------------- | --------- | ---------- |
| D        | Noémie Carage   | Guingamp  | definitivo |
| D        | Mélissa Plaza   | Guingamp  | definitivo |
| C        | Élise Bussaglia | Wolfsburg | definitivo |
| C        | Lara Dickenmann | Wolfsburg | definitivo |
| C        | Makan Traoré    | Soyaux    | definitivo |

### Sessione invernale
| Acquisti | Acquisti            | Acquisti  | Acquisti   |
| R.       | Nome                | da        | Modalità   |
| -------- | ------------------- | --------- | ---------- |
| D        | Line Røddick Hansen | Rosengård | definitivo |

| Cessioni | Cessioni | Cessioni | Cessioni   |
| R.       | Nome     | a        | Modalità   |
| -------- | -------- | -------- | ---------- |
| P        | Fei Wang |          | svincolata |

## Risultati

### Division 1

#### Girone di andata
| Arbitro: | Dallongeville |

|  |           |                                                                    |
|  | Marcatori | 12’ Le Sommer 19’, 78’ Nécib 40’, 89’ Hegerberg 51’, 90+1’ Schelin |

| Arbitro: | Guillemin |

|                                                                                |           |  |
| Henry 6’, 55’ Le Sommer 39’, 65’ Hegerberg 51’, 81’ Renard 75’, 85’ Thomis 80’ | Marcatori |  |

| Arbitro: | Bonnin |

|  |           | |
|  | Marcatori | 18’ (aut.) Boishardy 43’, 45’ Le Sommer 52’ Henry 69’ (rig.) Kumagai 76’ Nécib 85’ Bremer 90+2’ Schelin |

| Arbitro: | Coppola |

|                                                                |           |  |
| Hegerberg 38’, 53’, 90’ Majri 42’ Houara d'Hommeaux 79’ (aut.) | Marcatori |  |

| Arbitro: | Guillemin |

|                                                                    |           |  |
| Hegerberg 19’ Schelin 25’ Mbock Bathy Nka 54’ Bremer 56’ Nécib 58’ | Marcatori |  |

| Arbitro: | Vanstaevel |

|                                                           |           |  |
| Hegerberg 21’, 24’, 59’ Schelin 27’, 48’ D. Cascarino 71’ | Marcatori |  |

| Arbitro: | Buffart |

|                                                   |           |  |
| Mbock Bathy Nka 27’ Hegerberg 50’, 81’ Renard 71’ | Marcatori |  |

| Arbitro: | Maubacq |

|                            |           |  |
| Abily 58’ Petit-Franco 64’ | Marcatori |  |

| Arbitro: | Bonnin |

|  |           |                                                                        |
|  | Marcatori | 1’ Mbock Bathy Nka 23’, 31’ Hegerberg 63’ Bremer 86’ Schelin 88’ Nécib |

| Arbitro: | Buffart |

|                                                                                       |           |               |
| Abily 14’ Le Sommer 34’ Kumagai 37’ (rig.) Hegerberg 39’, 48’ Henry 41’ Lavogez 90+1’ | Marcatori | 62’ Deschamps |

| Montpellier 6 dicembre 2015, ore 14:30 CET 11ª giornata | Montpellier | 0 – 0 referto | Olympique Lione | Stadio Bernard Gasset - Mama Ouattara (897 spett.)\| Arbitro: \| Bonnin \| |
| Arbitro:                                                | Bonnin      |               |                 |                                                                            |

#### Girone di ritorno
| Arbitro: | Guillemin |

|                                                                                          |           |            |
| Kumagai 5’ (rig.) Abily 19’, 41’ Hegerberg 24’, 29’, 90+2’ Schelin 26’ Renard 31’ (rig.) | Marcatori | 71’ Nogbou |

| Arbitro: | Labadot-Cadinot |

|  |           |                                                                                             |
|  | Marcatori | 7’, 77’ Hegerberg 9’ Majri 15’, 16’, 24’, 28’ Schelin 26’ Renard 47’ Abily 71’ D. Cascarino |

| Arbitro: | Buffart |

| |           |  |
| Renard 13’ Hegerberg 18’, 42’, 60’ Abily 21’ Nécib 45’ Schelin 48’, 53’ Majri 55’, 63’ Thomis 58’ Kumagai 86’ (rig.) | Marcatori |  |

| Parigi 5 febbraio 2016, ore 18:45 CET 15ª giornata | Paris Saint-Germain | 0 – 0 referto | Olympique Lione | Stadio Sébastien Charléty (3 500 spett.)\| Arbitro: \| Guillemin \| |
| Arbitro:                                           | Guillemin           |               |                 |                                                                     |

| Arbitro: | Mougeot |

|  |           |                                       |
|  | Marcatori | 27’ Le Sommer 29’ Abily 68’ Hegerberg |

| Arbitro: | Burban |

|  |           |                                                         |
|  | Marcatori | 38’ Le Sommer 45’ Petit 66’ Nécib 84’ Lavogez 89’ Henry |

| Arbitro: | Mougeot |

|                                                          |           |  |
| Hegerberg 6’, 32’, 48’ Le Sommer 21’ Abily 47’ Petit 76’ | Marcatori |  |

| Arbitro: | Coppola |

|  |           |            |
|  | Marcatori | 70’ Bremer |

| Arbitro: | Guillemin |

|                                                        |           |  |
| Abily 20’, 48’ Kumagai 30’ Hegerberg 45’ Le Sommer 49’ | Marcatori |  |

| Arbitro: | Labadot-Cadinot |

|               |           |                                             |
| Deschamps 28’ | Marcatori | 8’, 77’, 89’ Hegerberg 81’ Bremer 84’ Henry |

| Arbitro: | Guillemin |

|                  |           |               |
| D. Cascarino 57’ | Marcatori | 37’ Jakobsson |

### Coppa di Francia
| 10 gennaio 2016, ore --:-- CET 2º turno federale                                                                                    | Metz ESAP | 0 – 11 referto                                                                                    | Olympique Lione |  |
| \| \| \| \| \| \| Marcatori \| 12’, 31’ Le Sommer 15’ Abily 24’, 33’ Schelin 36’, 74’ Majri 60’, 84’ Hegerberg 68’, 90+1’ Renard \| |           |                                                                                                   |                 |  |
| |           |                                                                                                   |                 |  |
| | Marcatori | 12’, 31’ Le Sommer 15’ Abily 24’, 33’ Schelin 36’, 74’ Majri 60’, 84’ Hegerberg 68’, 90+1’ Renard |                 |  |

| Arbitro: | Dallongeville |

|  |           |                                                                                              |
|  | Marcatori | 5’ Kumagai 24’, 48’, 73’, 83’ Cascarino 28’, 78’, 79’ Lavogez 31’ Garbino 42’, 65’ Le Sommer |

| Arbitro: | Buffart |

|  |           |                                                                                                   |
|  | Marcatori | 7’, 15’, 22’, 63’, 89’ Le Sommer 9’ Hegerberg 31’, 88’ Renard 45’, 90’ Kaci 56’ Abily 90+2’ Nécib |

| Arbitro: | Labadot-Cadinot |

|                                                                     |           |  |
| Mbock Bathy 11’ Hegerberg 61’, 63’ Majri 67’ Lavogez 76’ Thomis 88’ | Marcatori |  |

| Arbitro: | Buffart |

|                                                                                   |           |  |
| Mbock 6’ Schelin 8’, 42’ Petit 24’ Hegerberg 56’, 60’, 90+2’ Thomis 64’ Abily 76’ | Marcatori |  |

| Arbitro: | Maubacq |

|             |           |                          |
| Andressa 2’ | Marcatori | 4’ Mbock Bathy 85’ Nécib |

### UEFA Women's Champions League
| Arbitro: | Pernilla Larsson |

|  |           |                                                                  |
|  | Marcatori | 19’, 37’ Hegerberg 35’ Le Sommer 73’ Bremer 81’ Petit 84’ Renard |

| Arbitro: | Barbara Bollenberg |

|                                 |           |  |
| Le Sommer 2’ Hegerberg 69’, 89’ | Marcatori |  |

| Arbitro: | Riem Hussein |

|              |           |                                  |
| Calderón 71’ | Marcatori | 22’ Nécib 45+1’, 90+3’ Hegerberg |

| Arbitro: | Kateryna Monzul' |

|                                                                     |           |  |
| Hegerberg 23’, 57’ Schelin 25’, 47’ Kumagai 45+1’ (rig.) Thomis 72’ | Marcatori |  |

| Arbitro: | Pernilla Larsson |

|                                                                                          |           |              |
| Nécib 19’ Le Sommer 24’ Hegerberg 35’, 86’ Mbock Bathy 39’, 53’ Majri 56’ Abily 64’, 80’ | Marcatori | 42’ Svitková |

| Praga 30 marzo 2016, ore 18:30 UTC+2 Quarti di finale - Ritorno | Slavia Praga   | 0 – 0 referto | Olympique Lione | Eden Aréna\| Arbitro: \| Efthalia Mitsi \| |
| Arbitro:                                                        | Efthalia Mitsi |               |                 |                                            |

| Arbitro: | Bibiana Steinhaus |

|                                                                          |           |  |
| Hegerberg 18’, 40’ Le Sommier 28’, 43’ Abily 45+1’ Nécib 73’ Schelin 76’ | Marcatori |  |

| Arbitro: | Esther Staubli |

|  |           |             |
|  | Marcatori | 44’ Schelin |

| Arbitro: | Katalin Kulcsár |

|                                          |                      |                                              |
| Popp 88’                                 | Marcatori            | 12’ Hegerberg                                |
| Popp Kerschowski Peter Fischer Bussaglia | Tiri di rigore 3 – 4 | Hegerberg Schelin Renard Mbock Bathy Kumagai |

## Statistiche

### Statistiche di squadra
| Competizione     | Punti | In casa | In casa | In casa | In casa | In casa | In casa | In trasferta | In trasferta | In trasferta | In trasferta | In trasferta | In trasferta | Totale | Totale | Totale | Totale | Totale | Totale | DR   |
| Competizione     | Punti | G       | V       | N       | P       | Gf      | Gs      | G            | V            | N            | P            | Gf           | Gs           | G      | V      | N      | P      | Gf     | Gs     | DR   |
| ---------------- | ----- | ------- | ------- | ------- | ------- | ------- | ------- | ------------ | ------------ | ------------ | ------------ | ------------ | ------------ | ------ | ------ | ------ | ------ | ------ | ------ | ---- |
| Division 1       | 82    | 11      | 10      | 1       | 0       | 66      | 3       | 11           | 9            | 2            | 0            | 49           | 1            | 22     | 19     | 3      | 0      | 115    | 4      | +111 |
| Coppa di Francia | -     | 2       | 2       | 0       | 0       | 15      | 0       | 4            | 4            | 0            | 0            | 36           | 1            | 6      | 6      | 0      | 0      | 51     | 1      | +50  |
| Champions League | -     | 4       | 4       | 0       | 0       | 25      | 1       | 5            | 3            | 2            | 0            | 11           | 2            | 9      | 7      | 2      | 0      | 36     | 3      | +33  |
| Totale           | -     | 17      | 16      | 1       | 0       | 106     | 4       | 19           | 16           | 3            | 0            | 96           | 4            | 37     | 32     | 5      | 0      | 202    | 8      | +194 |

### Andamento in campionato
| Giornata  | 1 | 2 | 3 | 4 | 5 | 6 | 7 | 8 | 9 | 10 | 11 | 12 | 13 | 14 | 15 | 16 | 17 | 18 | 19 | 20 | 21 | 22 |
| --------- | - | - | - | - | - | - | - | - | - | -- | -- | -- | -- | -- | -- | -- | -- | -- | -- | -- | -- | -- |
| Luogo     | T | C | T | C | C | C | T | C | T | C  | T  | C  | T  | C  | T  | T  | T  | C  | T  | C  | T  | C  |
| Risultato | V | V | V | V | V | V | V | V | V | V  | N  | V  | V  | V  | N  | V  | V  | V  | V  | V  | V  | N  |
| Posizione | 1 | 1 | 1 | 1 | 1 | 1 | 1 | 1 | 1 | 1  | 1  | 1  | 1  | 1  | 1  | 1  | 1  | 1  | 1  | 1  | 1  | 1  |

Legenda:

Luogo: C = Casa; T = Trasferta. Risultato: V = Vittoria; N = Pareggio; P = Sconfitta.

### Statistiche delle giocatrici
| Giocatore        | Division 1 | Division 1 | Division 1  | Division 1 | Coppa di Francia | Coppa di Francia | Coppa di Francia | Coppa di Francia | Champions League | Champions League | Champions League | Champions League | Totale   | Totale | Totale      | Totale     |
| Giocatore        | Presenze   | Reti       | Ammonizioni | Espulsioni | Presenze         | Reti             | Ammonizioni      | Espulsioni       | Presenze         | Reti             | Ammonizioni      | Espulsioni       | Presenze | Reti   | Ammonizioni | Espulsioni |
| ---------------- | ---------- | ---------- | ----------- | ---------- | ---------------- | ---------------- | ---------------- | ---------------- | ---------------- | ---------------- | ---------------- | ---------------- | -------- | ------ | ----------- | ---------- |
| C. Abily         | 19         | 10         | 3           | 0          | 4                | 3                | 0                | 0                | 8                | 3                | 1                | 0                | 31       | 16     | 4           | 0          |
| Y. Badache       | 1          | 0          | 0           | 0          | -                | -                | -                | -                | -                | -                | -                | -                | 1        | 0      | 0           | 0          |
| S. Bouhaddi      | 8          | -2         | 0           | 0          | 4                | -1               | 0                | 0                | 5                | -2               | 0                | 0                | 17       | -5     | 0           | 0          |
| I. Boutaleb      | 1          | 0          | 0           | 0          | -                | -                | -                | -                | -                | -                | -                | -                | 1        | 0      | 0           | 0          |
| P. Bremer        | 10         | 5          | 0           | 0          | 3                | 0                | 0                | 0                | 7                | 2                | 0                | 0                | 20       | 7      | 0           | 0          |
| D. Cascarino     | 12         | 3          | 0           | 0          | 3                | 4                | 0                | 0                | 3                | 0                | 0                | 0                | 18       | 7      | 0           | 0          |
| E. Cascarino     | 1          | 0          | 0           | 0          | 1                | 0                | 0                | 0                | 0                | 0                | 0                | 0                | 2        | 0      | 0           | 0          |
| M. Garbino       | 2          | 0          | 0           | 0          | 1                | 1                | 0                | 0                | 1                | 0                | 0                | 0                | 4        | 1      | 0           | 0          |
| M. Gérard        | 12         | -1         | 0           | 0          | 1                | 0                | 0                | 0                | 3                | -1               | 0                | 0                | 16       | -2     | 0           | 0          |
| A. Hegerberg     | 21         | 33         | 1           | 0          | 5                | 8                | 1                | 0                | 9                | 13               | 0                | 0                | 35       | 54     | 2           | 0          |
| A. Henry         | 13         | 6          | 0           | 0          | 1                | 0                | 0                | 0                | 5                | 0                | 0                | 0                | 19       | 6      | 0           | 0          |
| A. Kaci          | 17         | 0          | 0           | 0          | 5                | 2                | 0                | 0                | 8                | 0                | 1                | 0                | 30       | 2      | 1           | 0          |
| S. Kumagai       | 20         | 5          | 1           | 0          | 5                | 1                | 0                | 0                | 9                | 1                | 1                | 0                | 34       | 7      | 2           | 0          |
| C. Lavogez       | 11         | 2          | 0           | 0          | 3                | 4                | 0                | 0                | 4                | 0                | 0                | 0                | 18       | 6      | 0           | 0          |
| E. Le Sommer     | 18         | 10         | 0           | 0          | 5                | 9                | 0                | 0                | 9                | 5                | 0                | 0                | 32       | 24     | 0           | 0          |
| A. Majri         | 11         | 2          | 0           | 0          | 5                | 3                | 0                | 0                | 7                | 1                | 1                | 0                | 23       | 6      | 1           | 0          |
| G. Mbock Bathy   | 20         | 3          | 1           | 0          | 5                | 3                | 0                | 0                | 9                | 2                | 0                | 0                | 34       | 8      | 1           | 0          |
| L. Nécib         | 19         | 7          | 0           | 0          | 4                | 2                | 1                | 0                | 8                | 3                | 1                | 0                | 31       | 12     | 2           | 0          |
| È. Périsset      | 2          | 0          | 0           | 0          | 2                | 0                | 0                | 0                | 2                | 0                | 0                | 0                | 6        | 0      | 0           | 0          |
| C. Perrault      | 0          | 0          | 0           | 0          | 1                | 0                | 0                | 0                | 0                | 0                | 0                | 0                | 1        | 0      | 0           | 0          |
| C. Petit         | 11         | 3          | 0           | 0          | 3                | 1                | 0                | 0                | 4                | 0                | 0                | 0                | 18       | 4      | 0           | 0          |
| J. Piga          | 1          | 0          | 0           | 0          | -                | -                | -                | -                | -                | -                | -                | -                | 1        | 0      | 0           | 0          |
| L. Pingeon       | 1          | 0          | 0           | 0          | 1                | 0                | 0                | 0                | 0                | 0                | 0                | 0                | 2        | 0      | 0           | 0          |
| W. Renard        | 15         | 6          | 1           | 0          | 3                | 4                | 0                | 0                | 6                | 1                | 0                | 0                | 24       | 11     | 1           | 0          |
| L. Røddik Hansen | 4          | 0          | 0           | 0          | 3                | 0                | 0                | 0                | -                | -                | -                | -                | 7        | 0      | 0           | 0          |
| L. Schelin       | 18         | 14         | 0           | 0          | 5                | 4                | 0                | 0                | 7                | 4                | 0                | 0                | 30       | 22     | 0           | 0          |
| M. Tarrieu       | 12         | 0          | 0           | 0          | 4                | 0                | 0                | 0                | 2                | 0                | 0                | 0                | 18       | 0      | 0           | 0          |
| É. Thomis        | 15         | 2          | 0           | 0          | 4                | 2                | 0                | 0                | 7                | 1                | 0                | 0                | 26       | 5      | 0           | 0          |
| F. Wang          | 2          | -1         | 0           | 0          | -                | -                | -                | -                | 1                | 0                | 0                | 0                | 3        | -1     | 0           | 0          |